# 탁심 병영

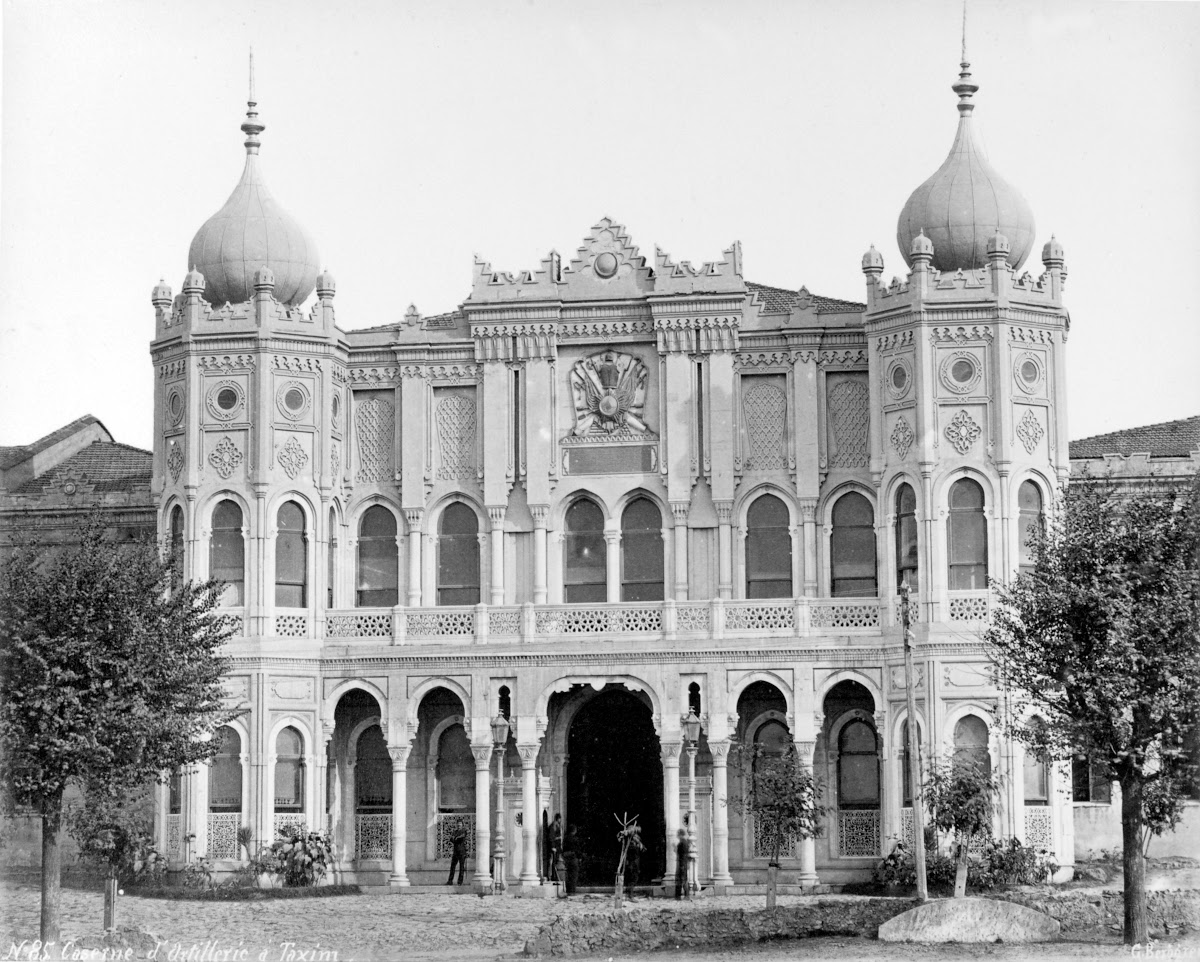
탁심 병영

탁심 병영(튀르키예어: Taksim Kışlası) 또는 할리 파샤 포병 병영(튀르키예어: Halil Paşa Topçu Kışlası)은 현재의 게지 공원에 위치했던 튀르키예 이스탄불 탁심 광장에 세워져 있었던 병영이다. 이 병영은 1806년 오스만 제국의 셀림 3세 술탄 기간 동안 건설(1789–1807)되었다.
1909년 3월 31일 사건 동안 병영 건물은 상당한 피해를 입었고 수리를 해야 했다. 내부의 안뜰은 1921년 튀르키예 최초의 축구 스타디움인 탁심 스타디움으로 재건축되었으며, 이 스타디움은 베식타시 JK, 갈라타사라이 SK(Galatasaray S.K.), 페네르바흐체 SK 등의 주요 축구팀의 홈 경기장으로 이용하였다. 스타디움은 1939년 폐쇄되었으며 1940년 철거되어 현재의 탁심 광장이 되었다.

## 재복원
2011년 9월 16일, 배요글루(Beyoğlu) 지자체는 구조를 재구성하여 이 건물을 재복원하고자 했다. 비록 이 지역은 녹지 보호 구역 내에 있었지만, 개발 이익 보호를 위해 역사적 구조물을 보호하는 법을 악용하고 있다. 병영은 쇼핑몰로 재건축 될 예정이었다. 이 결정 당시, 병영에서 더 복원되는 구조물은 없었다.
병영 재건에 반대하여 이스탄불에 시위가 일어났고, 이것이 이어져 2013년 터키 반정부 시위로 확대되었다.

## 같이 보기
- 탁심 광장
- 2013년 터키 반정부 시위